# Eric Wellwood
Eric Wellwood (* 6. März 1990 in Windsor, Ontario) ist ein ehemaliger kanadischer Eishockeyspieler sowie derzeitiger -trainer und -funktionär, der im Verlauf seiner aktiven Karriere zwischen 2006 und 2013 unter anderem 42 Spiele für die Philadelphia Flyers in der National Hockey League auf der Position des linken Flügelstürmers bestritten hat. Sein älterer Bruder Kyle Wellwood war ebenfalls professioneller Eishockeyspieler. 

## Karriere
Eric Wellwood begann seine Karriere als Eishockeyspieler in seiner Heimatstadt bei den Windsor Spitfires, für die er von 2006 bis 2010 in der kanadischen Juniorenliga Ontario Hockey League aktiv war. Mit der Mannschaft gewann er in den Spielzeiten 2008/09 und 2009/10 jeweils den J. Ross Robertson Cup, den Meistertitel der OHL, sowie anschließend den Memorial Cup, das Finalturnier um die Meisterschaft der Canadian Hockey League. Während seiner Zeit bei den Spitfires wurde der Flügelspieler zudem im NHL Entry Draft 2009 in der sechsten Runde als insgesamt 172. Spieler von den Philadelphia Flyers ausgewählt.
Für die Flyers kam er in der Saison 2010/11 zu drei Einsätzen in der National Hockey League, wobei er ein Tor vorbereitete. Die gesamte restliche Spielzeit verbrachte er bei Philadelphias Farmteam Adirondack Phantoms in der American Hockey League. Dort erzielte er in 73 Spielen 28 Scorerpunkte, davon 16 Tore. In den Spielzeiten 2011/12 und 2012/13 lief der Kanadier ebenfalls für beide Mannschaften auf. Am 7. April 2013 zog er sich im AHL-Spiel gegen die Bridgeport Sound Tigers eine schwere Verletzung am linken Bein zu, die ihn die Saison 2013/14 komplett verpassen ließ und schließlich dazu führte, dass er im Mai 2014 im Alter von 24 Jahren seinen Rücktritt vom aktiven Sport bekanntgab.
Bereits während der Saison 2013/14 half Wellwood im Trainerstab seines früheren Juniorenteams Windsor Spitfires in der OHL als Assistenztrainer aus. Nach seinem Rücktritt war er zwei Jahre in selbiger Position bei den Oshawa Generals und anschließend ein Jahr bei den Flint Firebirds tätig. Zwischen Sommer 2017 und Oktober 2018 arbeitete Wellwood als Assistenztrainer an der University of Windsor im Spielbetrieb der kanadischen Collegeliga U Sports. Im Verlauf der Saison 2018/19 wurde er allerdings von seinem Ex-Team aus Flint zum Cheftrainer ernannt. Diesen Posten bekleidete er bis zum Ende der Spielzeit 2020/21. Danach zog es ihn in die ECHL, wo er zwei Spielzeiten lang die Newfoundland Growlers als Cheftrainer betreute und gleichzeitig als Assistent des General Managers fungierte. Zur Saison 2023/24 arbeitete Wellwood als Assistenztrainer bei den Toronto Marlies, zog sich aber kurz nach dem Beginn des Spieljahres aus gesundheitlichen Gründen zurück.

## Erfolge und Auszeichnungen
| - 2009 J.-Ross-Robertson-Cup-Gewinn mit den Windsor Spitfires - 2009 Memorial-Cup-Gewinn mit den Windsor Spitfires - 2010 Teilnahme am OHL All-Star Game - 2010 J.-Ross-Robertson-Cup-Gewinn mit den Windsor Spitfires | - 2010 Memorial-Cup-Gewinn mit den Windsor Spitfires - 2015 J.-Ross-Robertson-Cup-Gewinn mit den Oshawa Generals (als Assistenztrainer) - 2015 Memorial-Cup-Gewinn mit den Oshawa Generals (als Assistenztrainer) |

## Karrierestatistik
(Legende zur Spielerstatistik: Sp oder GP = absolvierte Spiele; T oder G = erzielte Tore; V oder A = erzielte Assists; Pkt oder Pts = erzielte Scorerpunkte; SM oder PIM = erhaltene Strafminuten; +/− = Plus/Minus-Bilanz; PP = erzielte Überzahltore; SH = erzielte Unterzahltore; GW = erzielte Siegtore; 1 Play-downs/Relegation; Kursiv: Statistik nicht vollständig)